# (5135) Nibutani
(5135) Nibutani (1990 UE) – planetoida z pasa głównego asteroid okrążająca Słońce w ciągu 3,35 lat w średniej odległości 2,24 j.a. Odkryta 16 października 1990 roku.